# Cratere Carmichael
Carmichael  è il nome di un cratere lunare da impatto intitolato all'educatore e psicologo statunitense Leonard Carmichael situato lungo il margine orientale del Sinus Amoris, nel quadrante nordorientale della faccia visibile della Luna. A sud-sud-ovest vi è il cratere Hill, appena più piccolo, mentre a est-nord-est vi è il cospicuo cratere Macrobio. Questo cratere si chiamava 'Macrobius A', prima di essere rinominato dalla Unione Astronomica Internazionale.
Questa cratere è sostanzialmente circolare, con un piccolo pianoro circa a metà delle pendici interne del bordo. Vi sono alcuni depositi di detriti a sud-est, nella parte interna, mentre in generale sono assenti impatti sia all'interno che sul bordo. L'unica eccezione si trova appena all'esterno del bordo di sud-sud-ovest.